# Taiki Nakashima
Taiki Nakashima (japanisch 中島 大貴 Nakashima Taiki; * 17. Januar 1995 in der Präfektur Saga) ist ein ehemaliger japanischer Fußballspieler.

## Karriere
Nakashima erlernte das Fußballspielen in der Schulmannschaft der Chikuyo Gakuen High School und der Universitätsmannschaft der Fukuoka-Universität. Seinen ersten Vertrag unterschrieb er 2015 bei Sagan Tosu. Der Verein spielte in der höchsten Liga des Landes, der J1 League. 2017 wechselte er zum Zweitligisten Kamatamare Sanuki. Für den Verein absolvierte er 36 Ligaspiele. 2019 wechselte er zum Drittligisten Blaublitz Akita. Für den Verein absolvierte er 13 Ligaspiele. Ende 2019 beendete er seine Karriere als Fußballspieler.